# The Guy Who Didn't Like Musicals
The Guy Who Didn't Like Musicals är en skräckkomedi/musikal skriven av Nick och Matt Lang, löst inspirerad av filmen Världsrymden anfaller. Musikalen är den 11:e i raden av musikaler som producerats av StarKid Productions.
Handlingen följer Paul, en vanlig kille som ogillar musikaler, medan hans hemstad blir invaderad av blodtörstiga, sjungande utomjordingar. Musikalen hade premiär den 11 oktober 2018 på Matrix Theater i Los Angeles och laddades även upp på YouTube den 24 december 2018.
Likt tidigare produktioner skedde finansieringen av musikalen via Kickstarter, där målet var 60 000 $. Tack vare 3419 stödjare lyckades projektet överskrida sitt mål med den totala summan 127 792 $.

## Sånger

### Akt 1
- The Guy Who Didn't Like Musicals
- La Dee Dah Dah Day
- What Do You Want, Paul?
- Cup of Roasted Coffee
- Cup of Poisoned Coffee
- Show Me Your Hands
- You Tied up My Heart
- Join Us (And Die)

### Akt 2
- Not Your Seed
- Show Stoppin Number
- America Is Great Again
- Let Him Come
- Let It Out
- Inevitable

## Rollista
| Roll                                 | Los Angeles 2018  |
| ------------------------------------ | ----------------- |
| Paul                                 | Jon Matteson      |
| Emma                                 | Lauren Lopez      |
| Ted                                  | Joey Richter      |
| Bill                                 | Corey Dorris      |
| Charlotte / Nora / Deb               | Jaime Lyn Beatty  |
| Zoey / Alice                         | Mariah Rose Faith |
| Professor Hidgens                    | Robert Manion     |
| Sam / General McNamara / Mr Davidson | Jeff Blim         |

## Ytterligare scenarbete[4][5]
| Medlem          | Job                                  |
| --------------- | ------------------------------------ |
| Nick Lang       | Manusförfattare, Producent, Regissör |
| Matt Lang       | Manusförfattare                      |
| Jeff Blim       | Kompositör                           |
| James Tolbert   | Koreograf                            |
| Ilana Elroi     | Ljusdesign, teknik                   |
| Paul Gabriel    | Inspicient                           |
| Corey Lubowich  | Scenograf, producent                 |
| Sarah Petty     | Ljussättare                          |
| Amy Plouff      | Laddkonstnär                         |
| Brian Rosenthal | Ljusdesign                           |
| Jade Svenson    | Kostymassistent                      |
| Matt Dahan      | Musikregissör, Pianist               |
| Josh Fleury     | Basist                               |
| Sam Johnides    | Gitarrist, Pianist                   |
| Ryan McDiarmid  | Trummor                              |